# Musée Faure
Pour les articles homonymes, voir Faure.
Le musée Faure est un musée d'art situé en France sur la commune d'Aix-les-Bains, dans le département de la Savoie en région Auvergne-Rhône-Alpes. Il est labellisé « musée de France ».
Fondé en 1949, le musée comportait initialement des œuvres issues de la collection privée du docteur Jean Faure (1862-1942), un amateur d’art, qui légua 220 œuvres impressionnistes et du XIXe siècle à la ville d’Aix. Le musée possède la deuxième collection en France d'œuvres d'Auguste Rodin et la deuxième collection de peintures impressionnistes de France. Le musé fermé pour restauration en partenariat avec la Fondation du patrimoine, ouvrira début 2027 sous le nouveau nom  de La Villa-Collection d'art.

## Infrastructures

### Bâtiment
Le musée Faure est installé dans une villa de type italien, la villa des Chimères, construite en 1902. Jusqu'en 1947, la villa est la propriété d'Henri de Ricqlès. À la suite de quoi, la Ville d'Aix-les-Bains en fait l'acquisition, aidée en cela, par un legs obtenu en 1942 du Dr Faure. À la suite d'aménagements pour accueillir le public, le musée Faure ouvre en 1949. Ce bâtiment de style génois du XIXe siècle possède une entrée entourée de deux colonnes. Son frontispice est orné d'une frise peinte représentant des chimères stylisées.
Un vestiaire et des aménagements aux normes handicapés sont mis à la disposition du public. La circulation au sein du musée est adaptée aux fauteuils roulants dans la totalité des salles.

### Jardin
Le musée propose un jardin en libre accès où figurent plusieurs œuvres parmi lesquelles une statue d'Alfred Boucher et une statue de Mars Vallett, Enfants sous la neige. Des bancs sont également disposés en bordure du sentier qui sillonne cet espace extérieur de taille modeste.

## Collections
Le musée Faure abrite les collections que constitua le docteur Faure, dès 1885, composées de peintures et de sculptures impressionnistes et proches de l'impressionnisme, au fur et à mesure de ses fréquentations parisiennes régulières et particulièrement avec le marchand d'art parisien André Schoeller.

### Sculpture
Le musée Faure possède la deuxième collection en France d'œuvres d'Auguste Rodin (33 sculptures et études).
Y figure aussi notamment des œuvres d'Antoine-Louis Barye, Jean-Baptiste Carpeaux, Jules Desbois et Alfred Boucher.

### Peinture

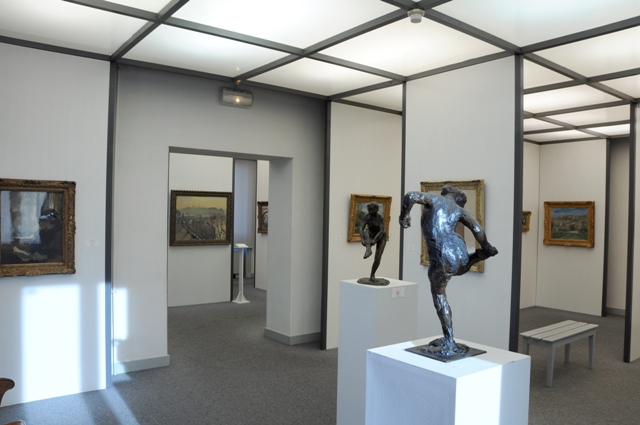
Salle Degas, premier étage.

Une importante collection de peintures impressionnistes, post-impressionnistes et symbolistes fut rassemblée pour l'essentiel par le docteur Faure, et fut enrichie par la suite avec de nouvelles acquisitions.

#### Peintres représentés
- Edmond Aman-Jean
- Robert Antral
- Maurice Asselin
- Jean-Victor Bertin
- Albert Besnard
- Pierre Bonnard
- Eugène Boudin
- Paul Cézanne
- Jean-Baptiste Camille Corot
- Charles Cottet
- Edgar Degas
- Henri Fantin-Latour
- Léonard Foujita
- Francesco Hayez
- Johan Barthold Jongkind
- Henri Lebasque
- Albert Lebourg
- Stanislas Lépine
- Claude-Max Lochu
- Albert Marquet
- Georges Michel
- Adolphe Monticelli
- Camille Pissarro
- Jean Puy
- François-Auguste Ravier
- John Singer Sargent
- Alfred Sisley
- Constant Troyon
- Victor Vignon
- Édouard Vuillard
- Felix Ziem

#### Œuvres
- Judith Gautier[8], John Singer Sargent.
- Paysage à Montgeron, Camille Corot.
- Vue de Bonnières, Paul Cezanne.
- Plage à Trouville et La Seine à Rouen, Eugène Boudin.
- Pommier sous le soleil et Paysanne à la manne, Camille Pissarro.
- L'Écuyère, Pierre Bonnard.
- Danseuses mauves, Edgar Degas.
- La Seine à Argenteuil (1872), Alfred Sisley.
- Vue de Paris, Albert Marquet.
- Aix les Bains depuis le Boulevard des Anglais et Portrait d'Auguste Rodin, Claude-Max Lochu.

### Autres collections
- Un ensemble de souvenirs des séjours aixois du poète Lamartine, notamment la reconstitution « suggestive[9] » de sa chambre à la pension Perrier qu'il habita en 1816 au moment de sa rencontre avec Julie Charles.
- Une collection de faïences et de céramiques, issues du premier musée aixois, fondé en 1872 par le peintre et graveur Ludovic-Napoléon Lepic, ami d'Edgar Degas.

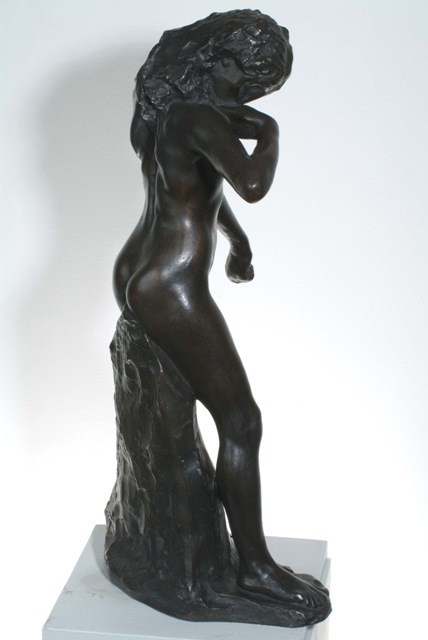
Auguste Rodin, Faunesse debout (1884).
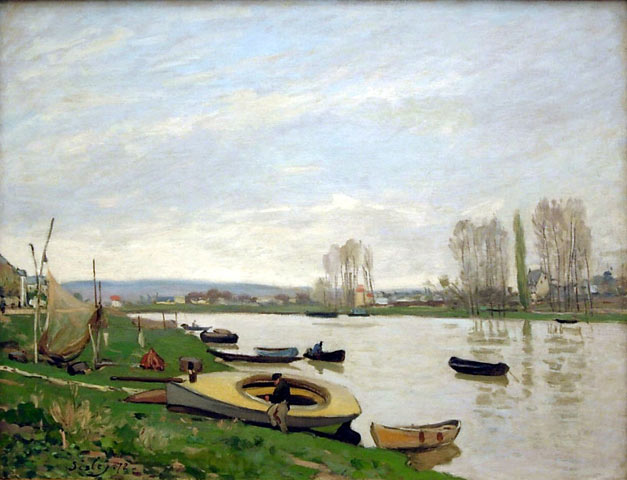
Alfred Sisley, La Seine à Argenteuil (1872).
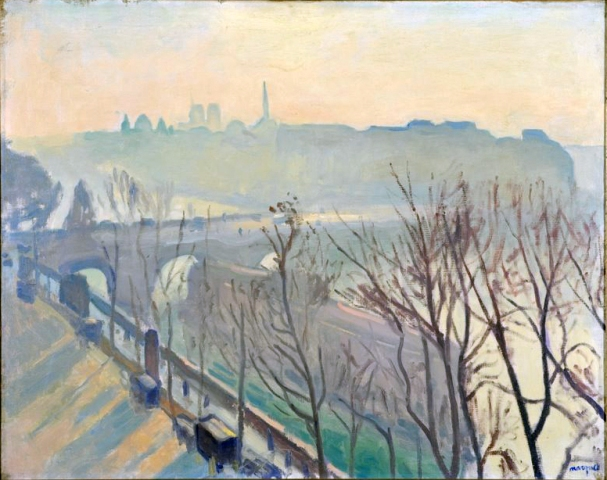
Albert Marquet, Vue de Paris.
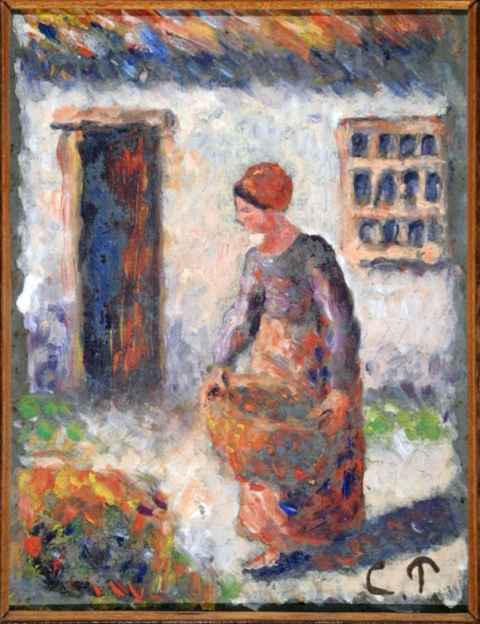
Camille Pissarro, Paysanne à la manne.
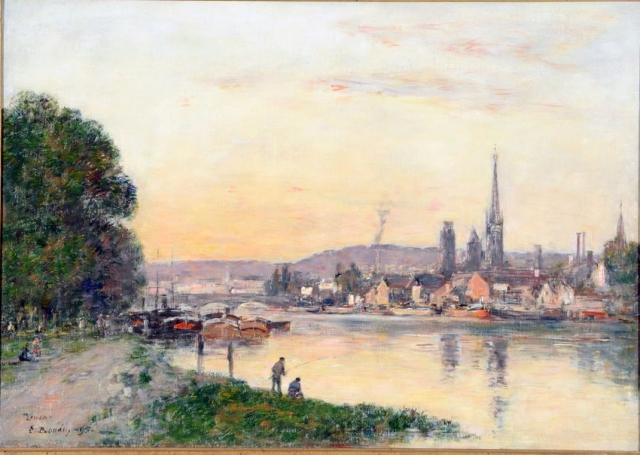
Eugène Boudin, La Seine à Rouen.
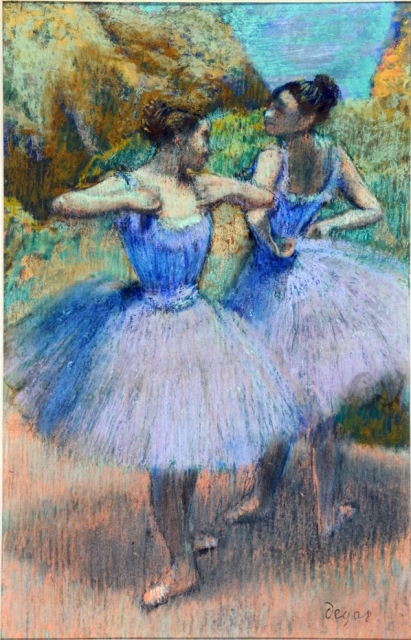
Edgar Degas, Les Danseuses mauves.

## Expositions temporaires
Le musée Faure organise cinq expositions temporaires par an, parmi lesquelles :
- 1987 : Jean-Michel Alberola ;
- 1999 : Julien Bouvier ;
- 2000 : Claude-Max Lochu ;
- 2001 : Catherine Viollet ;
- 2003 : Camille Claudel, Toulouse-Lautrec ;
- 2004 : Henriette Deloras ;
- 2005 : Picasso ;
- 2006 : « 12 artistes autour de Michel Butor », Georges Braque, Jean Rustin ;
- 2007 : « Autour de Guernica », dessins préparatoires (en fac-similé) de Pablo Picasso pour son tableau monumental Guernica, Doisneau ;
- 2008 : Yan Zoritchak ;
- 2009 : Mark Brusse ;
- 2010 : Pierre Marie Brisson ;
- 2011 : Claude Viallat ;
- 2012 : les huit peintres de « La réalité poétique » dont Jules Cavaillès, Maurice Brianchon, Roland Oudot, Raymond Legueult et Kostia Terechkovitch ;
- 2013 : Serge Demarchi, Maja Polackova.

## Restauration et changement de nom
Le musé ferme en décembre 2024 pour restauration en partenariat avec la Fondation du patrimoine, et devrait ouvrir début 2027 sous le nouveau nom  de La Villa-Collection d'art. Les travaux prévoit aussi une extension et l’implantation d’une orangerie.

## Direction
- 1988-2018 : André Liatard.
- Depuis 2018 : Delphine Miège.

## Fréquentation
Fréquentation du musée calculée en nombre d'entrées.
- 2000 : 10 782 entrées.
- 2001 : 13 272 entrées.
- 2002 : 13 018 entrées.
- 2003 : 15 437 entrées.
- 2004 : 10 887 entrées.
- 2005 : 9 994 entrées.
- 2006 : 10 474 entrées.
- 2007 : 11 791 entrées.
- 2008 : 9 947 entrées.
- 2009 : 9 371 entrées.
- 2010 : 11 809 entrées.
- 2011 : 11 252 entrées.

## Label «Tourisme et Handicap»
Le Label Tourisme et Handicap a été attribué au musée Faure, gratuit pour les personnes handicapées et leurs accompagnants.

## Vol de tableaux
Le 16 novembre 1981, le musée fait l'objet d'un cambriolage. Deux tableaux de Pissarro et un Renoir sont volés.
Le 2 mai 2003, le conservateur du musée, André Liatard, est alerté par la maison de vente Sotheby's à New York de la mise en vente d'un tableau de Pissarro intitulé Le Marché aux poissons (monotype de 20 × 15 cm). Il figurait dans la base de données internationale des objets d'art perdus, le Art Loss Register. Après vérification sur place, André Liatard confirme qu'il s'agit bien du tableau volé au musée aixois. La vente est bloquée, et une enquête ouverte. Celle-ci remonte jusqu'à un dénommé Émile Guelton qui a vendu la peinture à une galerie d'art de San Antonio pour une somme de 6 000 à 7 000 dollars. Ce vendeur avait déjà été impliqué dans des affaires de vols d'œuvres d'art.
La ville d'Aix-les-Bains parvient à récupérer le bien volé au terme d'une longue procédure judiciaire qui permet l'indemnisation de la dernière propriétaire du tableau, qui était de bonne foi. Il est remis par les douanes américaines à l'ambassadeur de France à Washington le 25 janvier 2012.
Le tableau de Renoir (Buste de femme ou Jeanne à la capeline), repéré au Japon, n'était toujours pas restitué en 2012.